# 코파 델 레이 2017-18
코파 델 레이 2017-18(스페인어: Copa del Rey de Fútbol 2017-18)은 코파 델 레이의 114번째 시즌이다. 이 시즌은 2017년 8월 30일에 시작되어 2018년 4월 21일에 마드리드의 메트로폴리타노 경기장에서 열린 결승전으로 막을 내렸다. 이 대회를 우승한 구단은 유로파리그 조별 리그 진출권을 확보할 수 있었다.
직전 세 번의 대회를 우승한 바르셀로나는 결승전에서 세비야를 5-0으로 완파하고 4년 연속 우승이자 통산 30번째 우승을 거두었다. 아래의 시각은 2017년 10월 28일까지와 2018년 3월 25일부터는 CEST (UTC+02:00)를 기준으로, 나머지 날짜는 CET (UTC+01:00)를 기준으로 되어 있다.

## 일정과 형식
| 단계     | 추첨 날짜       | 경기 날짜        | 편성 쌍 수 | 구단 수 | 상세 정보 |
| -------- | --------------- | ---------------- | ---------- | ------- | --- |
| 1라운드  | 2017년 7월 28일 | 2017년 8월 30일  | 18         | 83 → 65 | 합류: 3부 및 2부 B 리그 구단 합류 부전승: 세군다 디비시온 B 소속 7개 구단은 부전승으로 다음 라운드에 진출 상대 시드: 구단들은 지역 조건에 따라 맞대결 성사. 지역 시드: 추첨에 따라 결정. 토너먼트전 형식: 단판 승부 코파 페데라시온 진출: 경기 패자는 코파 페데라시온 전국 라운드 참가. |
| 2라운드  | 2017년 7월 28일 | 2017년 9월 6일   | 22         | 65 → 43 | 합류: 2부 리그 구단 합류. 부전승: 2부 B 리그 구단 하나가 부전승으로 다음 라운드에 진출. 상대 시드: 2부 리그 구단들은 상호 맞대결. 지역 시드: 추첨에 따라 결정. 토너먼트전 형식: 단판 승부                                                                                               |
| 3라운드  | 2017년 9월 8일  | 2017년 9월 20일  | 11         | 43 → 32 | 부전승: 이전에 부전승으로 진출한 적 없는 2부 B 혹은 3부 리그 구단들 중 하나가 부전승으로 진출. 상대 시드: 2부 리그 구단들은 상호 맞대결. 지역 시드: 추첨에 따라 결정. 토너먼트전 형식: 단판 승부                                                                                        |
| 32강전   | 2017년 9월 28일 | 2017년 10월 25일 | 16         | 32 → 16 | 합류: 1부 리그 구단 합류. 상대 시드: 유럽대항전에 참가하는 7개 구단은 남은 2부 B 및 3부 리그 구단 상대. 2부 리그 5개 구단은 1부 리그 구단 상대. 남은 8개 1부 리그 구단은 상호 맞대결. 지역 시드: 하위 리그 구단은 1차전을 안방에서 치름. 토너먼트전 형식: 1·2차전                       |
| 32강전   | 2017년 9월 28일 | 2017년 11월 29일 | 16         | 32 → 16 | 합류: 1부 리그 구단 합류. 상대 시드: 유럽대항전에 참가하는 7개 구단은 남은 2부 B 및 3부 리그 구단 상대. 2부 리그 5개 구단은 1부 리그 구단 상대. 남은 8개 1부 리그 구단은 상호 맞대결. 지역 시드: 하위 리그 구단은 1차전을 안방에서 치름. 토너먼트전 형식: 1·2차전                       |
| 16강전   | 2017년 12월 5일 | 2018년 1월 3일   | 8          | 16 → 8  | 상대 시드: 추첨에 따라 결정. 지역 시드: 하위 리그 구단은 1차전을 안방에서 치름. 토너먼트전 형식: 1·2차전 |
| 16강전   | 2017년 12월 5일 | 2018년 1월 10일  | 8          | 16 → 8  | 상대 시드: 추첨에 따라 결정. 지역 시드: 하위 리그 구단은 1차전을 안방에서 치름. 토너먼트전 형식: 1·2차전 |
| 8강전    | 2018년 1월 12일 | 2018년 1월 17일  | 4          | 8 → 4   | 상대 시드: 추첨에 따라 결정. 지역 시드: 추첨에 따라 결정. 토너먼트전 형식: 1·2차전 |
| 8강전    | 2018년 1월 12일 | 2018년 1월 24일  | 4          | 8 → 4   | 상대 시드: 추첨에 따라 결정. 지역 시드: 추첨에 따라 결정. 토너먼트전 형식: 1·2차전 |
| 준결승전 | 2018년 1월 26일 | 2018년 1월 31일  | 2          | 4 → 2   | 상대 시드: 추첨에 따라 결정. 지역 시드: 추첨에 따라 결정. 토너먼트전 형식: 1·2차전 |
| 준결승전 | 2018년 1월 26일 | 2018년 2월 7일   | 2          | 4 → 2   | 상대 시드: 추첨에 따라 결정. 지역 시드: 추첨에 따라 결정. 토너먼트전 형식: 1·2차전 |
| 결승전   | 2018년 1월 26일 | 2018년 4월 21일  | 1          | 2 → 1   | 스페인 왕립 축구 연맹이 선정한 중립 구장에서 단판 승부. 유로파리그 진출권: 우승 구단은 유로파리그 조별 리그 진출권 확보. |

참고
- 1·2차전 형식에서는 원정 다득점 원칙 적용, 단판 승부 경기에서는 미적용
- 동률로 끝난 경기는 연장전에 돌입. 이후에도 동률인 경우 승부차기로 다음 단계 진출 구단 결정

## 참가 구단
다음 구단들이 2017-18 시즌 코파 델 레이에 참가했다. 2군 구단들은 제외되었다.
| 라 리가 2016-17 시즌의 20개 구단 | 세군다 디비시온 2군을 제외한 2016-17 시즌의 21개 구단 | 세군다 디비시온 B 2군을 제외하고 각 4개 조의 2군을 제외한 상위 5개 구단 및 2016-17 시즌에 가장 높은 승점을 쌓은 4개 구단 | 테르세라 디비시온 2군을 제외하고 2016-17 시즌에 각 18개 조에서 승점이 가장 높은 구단들 |
| - 알라베스 - 아틀레틱 빌바오 - 아틀레티코 마드리드 - 바르셀로나 - 셀타 비고 - 데포르티보 - 에이바르 - 에스파뇰 - 그라나다 - 라스 팔마스 - 레가네스 - 말라가 - 오사수나 - 베티스 - 레알 마드리드 - 레알 소시에다드 - 세비야 - 스포르팅 히혼 - 발렌시아 - 비야레알 | - 알코르콘 - 알메리아 - 카디스 - 코르도바 - 엘체 - 헤타페 - 짐나스틱 - 지로나 - 우에스카 - 레반테 - 루고 - 마요르카 - 미란데스 - 누만시아 - 오비에도 - 라요 바예카노 - 레우스 - 테네리페 - UCAM 무르시아 - 바야돌리드 - 사라고사 | - 알바세테 - 알코야노 - 아틀레티코 발레아레스 - 바달로나 - 카르타헤나 - 쿨투랄 레오네사 - 푸엔라브라다 - 에르쿨레스 - 레이오아 - 례이다 에스포르티우 - 로르카 - 마르베야 - 멜리야 - 메리다 - 무르시아 - 폰페라디나 - 폰테베드라 - 라싱 페롤 - 라싱 산탄데르 - 레알 우니온 - 라요 마하다온다 - 톨레도 - 비야노벤세 - 로그로녜스 | - 안테케라 - 아르코스 - 레알 아빌레스 - 카세레뇨 - 칼라오라 - 쿨투랄 두랑고 - 포르멘테라 - 힘나스티카 세고비아나 - 힘나스티카 토렐라베가 - 로르카 데포르티바 - 올림피크 하티바 - 올로트 - 페냐 스포르트 - 라피도 데 보우사스 - 탈라베라 데 라 레이나 - 타라소나 - 산 페르난도 - 우니온 아다르베 |

## 1라운드
1라운드와 2라운드 추첨식은 2017년 7월 28일 13:00(CEST)에 마드리드 라스 로사스의 축구 도시 RFEF 본부에서 진행되었다.
1라운드에는 세군다 디비시온 B의 32개 구단들과 테르세라 디비시온 리그의 10개 구단들이 참가했다. 추첨함에서 먼저 나온 세군다 디비시온 B의 6개 구단들이 부전승으로 다음 라운드에 진출했고, 나머지 세군다 디비시온 B 구단들과 테르세라 디비시온 구단들이 지역 조건에 따라 조가 나뉘었다:
- 아틀레티코 발레아레스, 라싱 페롤, 에르쿨레스, 알코야노, 푸엔라브라다, 마요르카, 그리고 메리다는 부전승으로 다음 라운드에 진출했다.

| 2017년 8월 30일 | 칼라오라 (4)  | 1–0    | 레알 우니온 (3) | 칼라오라                                             |  |  |
| 18:00           | 크리스티안 4′ | 리포트 |                 | 경기장: 라 플라니야 관중 수: 500 심판: 레시오 모레노 |  |  |
|                 |               |        |                 |                                                      |  |  |

| 2017년 8월 30일 | 페냐 스포르트 (3) | 1–2    | 미란데스 (3)                | 타파야                                                     |  |  |
| 19:00           | 소코로 29′        | 리포트 | 카마초 73′ · 세르베로 90+3′ | 경기장: 산 프란시스코 관중 수: 300 심판: 곤살레스 에스테반 |  |  |
|                 |                   |        |                             |                                                            |  |  |

| 2017년 8월 30일                   | 바달로나 (3)                          | 2–2 (연) (1–3 승부차기)                | 엘체 (3)                          | 바달로나                                             |  |  |
| 19:00                             | 루벤 산체스 19′ (페널티) · 리바스 37′ | 리포트                                 | 롤로 플라 65′ (페널티) · 카바 75′ | 경기장: 시립 경기장 관중 수: 1,500 심판: 산체스 알바 |  |  |
|                                   |                                       | 승부차기                               |                                   |                                                      |  |  |
| 알바란 · 세라미타 · 케빈 · 코스메 |                                       | 곤살로 · 이반 칼레로 · 벤하 · 코얀테스 |                                   |                                                      |  |  |
|                                   |                                       |                                        |                                   |                                                      |  |  |

| 2017년 8월 30일 | 힘나스티카 세고비아나 (3)               | 2–0    | 폰테베드라 (3) | 세고비아                                               |  |  |
| 20:00           | 아이르톤 21′ · 다니 카예하 65′ (페널티) | 리포트 |                | 경기장: 라 알부에라 관중 수: 1,340 심판: 푸엔테 마르틴 |  |  |
|                 |                                         |        |                |                                                        |  |  |

| 2017년 8월 30일 | 레이오아 (3)    | 2–1    | 라싱 산탄데르 (3)   | 레이오아                                              |  |  |
| 20:00           | 에네코 28′, 89′ | 리포트 | 에베르 70′ (페널티) | 경기장: 사리에나 관중 수: 200 심판: 에르난데스 로렌소 |  |  |
|                 |                 |        |                     |                                                       |  |  |

| 2017년 8월 30일 | 힘나스티카 토렐라베가 (4) | 0–3    | 쿨투랄 두랑고 (4)                            | 토렐라베가                                               |  |  |
| 20:15           |                           | 리포트 | 에카인 1′ · 베냐트 38′ · 에카이츠 몰리나 71′ | 경기장: 엘 말레콘 관중 수: 400 심판: 페르난데스 부에르고 |  |  |
|                 |                           |        |                                              |                                                          |  |  |

| 2017년 8월 30일 | 폰페라디나 (3)                 | 2–0    | 라피도 데 보우사스 (3) | 폰페라다                                             |  |  |
| 20:30           | 알바로 모레노 19′ · 리오스 81′ | 리포트 |                        | 경기장: 엘 토랄린 관중 수: 2,500 심판: 갈베스 라스콘 |  |  |
|                 |                                |        |                        |                                                      |  |  |

| 2017년 8월 30일 | 로그로녜스 (3)                                         | 4–0    | 레알 아빌레스 (4) | 로그로뇨                                               |  |  |
| 20:30           | 라이코 21′ (페널티) · 뇨뇨 54′ · 라미로 70′ · 소티 89′ | 리포트 |                   | 경기장: 라스 가우나스 관중 수: 2,610 심판: 디에스 카노 |  |  |
|                 |                                                        |        |                   |                                                        |  |  |

| 2017년 8월 30일                                   | 올림피크 하티바 (4) | 1–1 (연) (4–5 승부차기)                                   | 올로트 (3) | 하티바                                               |  |  |
| 20:30                                             | 카라스코사 49′      | 리포트                                                    | 마스 6′    | 경기장: 라 무르타 관중 수: 750 심판: 모아메드 마사트 |  |  |
|                                                   |                     | 승부차기                                                  |            |                                                      |  |  |
| 트루히요 · 예라이 · 토비아스 · 두코 · 하비 보이스 |                     | 페드로 델 캄포 · 엑토르 시몬 · 바르닐스 · 알프레도 · 마스 |            |                                                      |  |  |
|                                                   |                     |                                                           |            |                                                      |  |  |

| 2017년 8월 30일 | 무르시아 (3)                | 3–1    | 카세레뇨 (4)                 | 무르시아                                                      |  |  |
| 20:30           | 빅토르 쿠르토 26′, 42′, 55′ | 리포트 | 카를로스 로페스 48′ (페널티) | 경기장: 누에바 콘도미나 관중 수: 4,350 심판: 몬테로 데 레르마 |  |  |
|                 |                             |        |                              |                                                               |  |  |

| 2017년 8월 30일 | 례이다 에스포르티우 (3) | 1–0    | 멜리야 (3) | 례이다                                                   |  |  |
| 20:30           | 이반 아구도 71′         | 리포트 |            | 경기장: 캄 데스포르츠 관중 수: 400 심판: 보스크 도메네크 |  |  |
|                 |                         |        |            |                                                          |  |  |

| 2017년 8월 30일 | 라요 마하다온다 (3) | 0–1    | 우니온 아다르베 (3) | 마하다온다                                                |  |  |
| 20:45           |                     | 리포트 | 프란 가르시아 60′   | 경기장: 세로 델 에스피노 관중 수: 800 심판: 산체스 산체스 |  |  |
|                 |                     |        |                     |                                                           |  |  |

| 2017년 8월 30일 | 안테케라 (4)                | 2–0    | 아르코스 (4) | 안테케라                                               |  |  |
| 20:45           | 루이시요 50′ · 후아니요 56′ | 리포트 |              | 경기장: 엘 마울리 관중 수: 2,000 심판: 산토스 파르가냐 |  |  |
|                 |                             |        |              |                                                        |  |  |

| 2017년 8월 30일 | 로르카 데포르티바 (3)          | 3–1    | 비야노벤세 (3) | 로르카                                                                  |  |  |
| 20:45           | 루이스미 15′, 69′ · 페드로 18′ | 리포트 | 아이송 87′     | 경기장: 프란시스코 아르테스 카라스코 관중 수: 1,350 심판: 구스만 만시야 |  |  |
|                 |                                |        |                |                                                                         |  |  |

| 2017년 8월 30일     | 산 페르난도 (4) | 1–2 (연) | 마르베야 (3)                | 마스팔로마스                                                     |  |  |
| 21:00 (20:00 UTC+1) | 카림 58′        | 리포트   | 페론 66′ · 호세 알론소 114′ | 경기장: 시우다드 데포르티바 관중 수: 1,000 심판: 무뇨스 피에드라 |  |  |
|                     |                 |          |                             |                                                                  |  |  |

| 2017년 8월 30일 | 카르타헤나 (3)             | 2–1 (연) | UCAM 무르시아 (3) | 카르타헤나                                              |  |  |
| 21:30           | 모이세스 67′ · 헤수스 119′ | 리포트   | 이시 83′          | 경기장: 카르타고노바 관중 수: 5,750 심판: 미라예스 셀마 |  |  |
|                 |                            |          |                   |                                                         |  |  |

| 2017년 8월 31일 | 탈라베라 데 라 레이나 (3) | 1–0    | 톨레도 (3) | 탈라베라 데 라 레이나                               |  |  |
| 20:45           | 에스피나르 78′ (페널티)   | 리포트 |            | 경기장: 엘프라도 관중 수: 3,000 심판: 무니스 루이스 |  |  |
|                 |                           |        |            |                                                     |  |  |

| 2017년 9월 6일                           | 포르멘테라 (3) | 1–1 (연) (5–4 승부차기)                            | 타라소나 (4) | 산트 프란세스크 차비에르                |  |  |
| 20:30                                    | 보니야 90+1′   | 리포트                                             | 카세로 90+3′ | 경기장: 시립 경기장 심판: 바르셀로 로카 |  |  |
|                                          |                | 승부차기                                           |              |                                         |  |  |
| 리냔 · 비니시우스 · 후아난 · 난도 · 사무 |                | 룸브레라스 · 에스쿠데르 · 하메이 · 안토니오 · 로이 |              |                                         |  |  |
|                                          |                |                                                    |              |                                         |  |  |

## 2라운드
포르멘테라는 부전승으로 다음 라운드에 진출했다.
| 2017년 9월 5일                        | 짐나스틱 (2) | 1–1 (연) (1–3 승부차기)      | 루고 (2)   | 타라고나                                                 |  |  |
| 18:45                                 | 바레이로 5′  | 리포트                       | 도노소 20′ | 경기장: 노우 에스타디 관중 수: 3,121 심판: 바론 아세이톤 |  |  |
|                                       |              | 승부차기                     |            |                                                          |  |  |
| 바레이로 · 오마르 · 페로네 · 히메네스 |              | 힐 · 피드리셰프스키 · 디아스 |            |                                                          |  |  |
|                                       |              |                              |            |                                                          |  |  |

| 2017년 9월 5일 | 카디스 (2) | 1–0    | 알메리아 (2) | 카디스                                                             |  |  |
| 18:45          | 바랄 22′   | 리포트 |              | 경기장: 라몬 데 카란사 관중 수: 11,530 심판: 아르세디아노 모네시요 |  |  |
|                |            |        |              |                                                                    |  |  |

| 2017년 9월 6일 | 올로트 (3)         | 1–0 (연) | 알코야노 (3) | 올로트                                               |  |  |
| 19:00          | 알베르토 토릴 104′ | 리포트   |              | 경기장: 시립 경기장 관중 수: 735 심판: 몬테르 솔란스 |  |  |
|                |                    |          |              |                                                      |  |  |

| 2017년 9월 6일 | 마르베야 (3) | 1–2    | 힘나스티카 세고비아나 (3)           | 마르베야                                  |  |  |
| 20:00          | 코르파스 27′ | 리포트 | 키노 66′ · 다니 카예하 72′ (페널티) | 경기장: 시립 경기장 심판: 캄포스 살리나스 |  |  |
|                |              |        |                                     |                                           |  |  |

| 2017년 9월 6일 | 레우스 (2) | 0–1    | 스포르팅 히혼 (2) | 레우스                                                 |  |  |
| 20:00          |            | 리포트 | 나초 멘데스 51′   | 경기장: 시립 경기장 관중 수: 2,753 심판: 오콘 아라이스 |  |  |
|                |            |        |                   |                                                        |  |  |

| 2017년 9월 6일 | 로르카 (2)                   | 2–4    | 코르도바 (2)                                                      | 로르카                                                                        |  |  |
| 20:00          | 난도 87′ · 다니 오헤다 90+1′ | 리포트 | 세르지 과르디올라 41′ (페널티), 46′ · 마르코비치 53′ · 알파로 76′ | 경기장: 프란시스코 아르테스 카라스코 관중 수: 3.726 심판: 데 라 푸엔테 라모스 |  |  |
|                |                              |        |                                                                   |                                                                               |  |  |

| 2017년 9월 6일 | 오비에도 (2) | 0–1    | 누만시아 (2)      | 오비에도                                                      |  |  |
| 20:00          |              | 리포트 | 마르크 마테우 18′ | 경기장: 카를로스 타르티에레 관중 수: 10,574 심판: 로페스 토카 |  |  |
|                |              |        |                   |                                                               |  |  |

| 2017년 9월 6일                         | 마요르카 (3) | 0–0 (연) (3–4 승부차기)             | 례이다 에스포르티우 (3) | 팔마 데 마요르카                          |  |  |
| 20:30                                  |              | 리포트                              |                         | 경기장: 손 모시 심판: 카파로스 에르난데스 |  |  |
|                                        |              | 승부차기                            |                         |                                           |  |  |
| 루포 · 코르뉘 · 카노 · 로페스 · 세비야 |              | 트리예스 · 푸마르 · 무사 · 안드리우 |                         |                                           |  |  |
|                                        |              |                                     |                         |                                           |  |  |

| 2017년 9월 6일 | 푸엔라브라다 (3)          | 2–0    | 메리다 (3) | 푸엔라브라다                                  |  |  |
| 20:30          | 포르티야 30′ · 디오니 87′ | 리포트 |            | 경기장: 페르난도 토레스 심판: 에스쿠데로 마린 |  |  |
|                |                           |        |            |                                               |  |  |

| 2017년 9월 6일 | 폰페라디나 (3) | 1–0    | 아틀레티코 발레아레스 (3) | 폰페라다                                                 |  |  |
| 20:30          | 시돈차 56′     | 리포트 |                           | 경기장: 엘 토랄린 관중 수: 2,500 심판: 마르티네스 산토스 |  |  |
|                |                |        |                           |                                                          |  |  |

| 2017년 9월 6일 | 칼라오라 (4)                    | 2–0 (연) | 레이오아 (3) | 칼라오라                            |  |  |
| 20:30          | 바라세 94′ · 아드리엔 고니 103′ | 리포트   |              | 경기장: 라 플라니야 심판: 레오 오요 |  |  |
|                |                                 |          |              |                                     |  |  |

| 2017년 9월 6일                                                                     | 로그로녜스 (3) | 0–0 (연) (8–7 승부차기)                                                                        | 우니온 아다르베 (3) | 로그로뇨                                                   |  |  |
| 20:30                                                                              |                | 리포트                                                                                         |                     | 경기장: 라스 가우나스 관중 수: 1,000 심판: 고메스 란다사발 |  |  |
|                                                                                    |                | 승부차기                                                                                       |                     |                                                            |  |  |
| 뇨뇨 · 무네타 · 살바도르 · 마라냥 · 아길라르 · 산토스 · 파레데스 · 마요르 · 소브론 |                | 모레이라 · 올메도 · 베르날 · 마테오 · F. 가르시아 · D. 가르시아 · 아우뇬 · 페르난데스 · 알칼데 |                     |                                                            |  |  |
|                                                                                    |                |                                                                                                |                     |                                                            |  |  |

| 2017년 9월 6일 | 엘체 (3)                                 | 3–2 (연) | 쿨투랄 두랑고 (4)              | 엘체                                                             |  |  |
| 20:45          | 롤로 플라 42′ · 소리 94′ · 코얀테스 101′ | 리포트   | 아바솔로 18′ · 우리베살고 105′ | 경기장: 마르티네스 발레로 관중 수: 7,115 심판: 산체스 비얄로보스 |  |  |
|                |                                          |          |                                |                                                                  |  |  |

| 2017년 9월 6일 | 탈라베라 데 라 레이나 (3)          | 3–1    | 안테케라 (4) | 탈라베라 데 라 레이나                                  |  |  |
| 20:45          | 헤수스 55′, 67′ · 크리스티안 90+4′ | 리포트 | 델 포소 57′  | 경기장: 엘 프라도 관중 수: 2,500 심판: 몬테스 가르시아 |  |  |
|                |                                    |        |              |                                                        |  |  |

| 2017년 9월 6일 | 카르타헤나 (3)                   | 2–1    | 미란데스 (3) | 카르타헤나                                            |  |  |
| 21:00          | 크리스토 마르틴 30′ · 차베로 53′ | 리포트 | 엘로이 61′   | 경기장: 카르타고노바 관중 수: 5,900 심판: 유스테 케롤 |  |  |
|                |                                  |        |              |                                                       |  |  |

| 2017년 9월 6일 | 에르쿨레스 (3)       | 2–1 (연) | 로르카 데포르티바 (3) | 알리칸테                                                    |  |  |
| 21:00          | 훌리 85′ · 체추 101′ | 리포트   | 마위 89′              | 경기장: 호세 리코 페레스 관중 수: 3,500 심판: 수레다 쿠엥카 |  |  |
|                |                      |          |                       |                                                             |  |  |

| 2017년 9월 6일 | 우에스카 (2) | 0–2    | 바야돌리드 (2)                       | 우에스카                                               |  |  |
| 21:00          |              | 리포트 | 오스카르 플라노 16′ · 비얄리브레 50′ | 경기장: 엘 알코라스 관중 수: 2,971 심판: 모레노 아라곤 |  |  |
|                |              |        |                                      |                                                        |  |  |

| 2017년 9월 6일 | 무르시아 (3)                                              | 4–1    | 라싱 페롤 (3) | 무르시아                                                       |  |  |
| 21:30          | 알렉스 오르티스 35′ · 엘라디 55′ · 빅토르 쿠르토 79′, 87′ | 리포트 | 곤살로 71′    | 경기장: 누에바 콘도미나 관중 수: 4,325 심판: 에스크리체 구스만 |  |  |
|                |                                                           |        |               |                                                                |  |  |

| 2017년 9월 6일 | 사라고사 (2)                                      | 3–0    | 그라나다 (2) | 사라고사                                                |  |  |
| 22:00          | 보르하 이글레시아스 60′ · 에과라스 66′ · 폼보 86′ | 리포트 |              | 경기장: 라 로마레다 관중 수: 10,221 심판: 에이리스 마타 |  |  |
|                |                                                   |        |              |                                                         |  |  |

| 2017년 9월 6일 | 라요 바예카노 (2) | 0–3    | 테네리페 (2)                             | 마드리드                                                    |  |  |
| 22:00          |                   | 리포트 | 후안 카를로스 4′, 8′ · 브리안 마르틴 20′ | 경기장: 바예카스 관중 수: 7,286 심판: 프리에토 이글레시아스 |  |  |
|                |                   |        |                                          |                                                             |  |  |

| 2017년 9월 7일 | 알코르콘 (2)                       | 2–4    | 쿨투랄 레오네사 (2)                                               | 알코르콘                                               |  |  |
| 20:00          | 두미트루 18′ · 호나탄 페레이라 48′ | 리포트 | 이사크 9′ · 우고 알바레스 42′ (자책골) · 옐코 피노 57′ · 에미 75′ | 경기장: 산토 도밍고 관중 수: 2,433 심판: 비칸디 가리도 |  |  |
|                |                                    |        |                                                                   |                                                        |  |  |

| 2017년 9월 7일 | 오사수나 (2)                                         | 3–2 (연장전) | 알바세테 (2)  | 팜플로나                                               |  |  |
| 22:00          | 다니 카르바할 51′ (자책골) · 시스코 90+4′ · 키케 97′ | 리포트       | 벨라 66′, 73′ | 경기장: 엘 사다르 관중 수: 7,674 심판: 아레세스 프랑코 |  |  |
|                |                                                      |              |               |                                                        |  |  |

## 3라운드
례이다 에스포르티우는 부전승으로 다음 라운드에 진출했다.
| 2017년 9월 19일                                      | 스포르팅 히혼 (2) | 1–1 (연) (1–3 승부차기)             | 누만시아 (2) | 히혼                                                                   |  |  |
| 20:00                                                | 슈체포비치 5′     | 리포트                              | 이히니오 36′ | 경기장: 엘 몰리논 관중 수: 13,076 심판: 고로스테기 페르난데스-오르테가 |  |  |
|                                                      |                   | 승부차기                            |              |                                                                        |  |  |
| 알렉스 로페스 · 모이 고메스 · 산토스 · 알렉스 페레스 |                   | 델 모랄 · 메디나 · 페레 미야 · 나초 |              |                                                                        |  |  |
|                                                      |                   |                                     |              |                                                                        |  |  |

| 2017년 9월 20일 | 포르멘테라 (3)                                       | 4–3 (연) | 로그로녜스 (3)                                                 | 산트 프란세스크 차비에르                  |  |  |
| 20:00           | 브루노 37′ · 킹슬리 87′ · 달리오스 95′ · 가브리 105′ | 리포트   | 이반 아길라르 52′ · 마르쿠스 안드레 72′ · 무네타 105′ (페널티) | 경기장: 시립 경기장 심판: 아발로스 바레라 |  |  |
|                 |                                                      |          |                                                                |                                           |  |  |

| 2017년 9월 20일 | 코르도바 (2)   | 1–4    | 테네리페 (2)                                                                   | 코르도바                                                   |  |  |
| 20:00           | 마르코비치 14′ | 리포트 | 브리안 마르틴 17′ · 카사데수스 34′ · 알렉스 바예호 59′ (자책골) · 아벨다뇨 90′ | 경기장: 누에보 아르캉헬 관중 수: 6,857 심판: 발데스 아예르 |  |  |
|                 |                |        |                                                                                |                                                            |  |  |

| 2017년 9월 20일 | 힘나스티카 세고비아나 (3) | 0–1    | 폰페라디나 (3) | 세고비아                                                   |  |  |
| 20:15           |                           | 리포트 | 카이아도 59′   | 경기장: 라 알부에라 관중 수: 1,818 심판: 오르티스 아리아스 |  |  |
|                 |                           |        |                |                                                            |  |  |

| 2017년 9월 20일 | 칼라오라 (4) | 1–3    | 푸엔라브라다 (3)                      | 칼라오라                                    |  |  |
| 20:30           | 바라세 60′   | 리포트 | 크리스토발 4′ · 디오니 28′ · 케로 32′ | 경기장: 라 플라니야 심판: 레솔라 에체베리아 |  |  |
|                 |              |        |                                       |                                             |  |  |

| 2017년 9월 20일 | 탈라베라 데 라 레이나 (3) | 0–1 (연) | 카르타헤나 (3) | 탈라베라 데 라 레이나                   |  |  |
| 20:45           |                           | 리포트   | 헤수스 92′     | 경기장: 엘 프라도 심판: 코네헤로 산체스 |  |  |
|                 |                           |          |                |                                         |  |  |

| 2017년 9월 20일 | 에르쿨레스 (3) | 0–1    | 엘체 (3)   | 알리칸테                                   |  |  |
| 21:00           |                | 리포트 | 곤살로 58′ | 경기장: 호세 리코 페레스 심판: 리폴 솔라노 |  |  |
|                 |                |        |            |                                            |  |  |

| 2017년 9월 20일 | 카디스 (2) | 1–0    | 오사수나 (2) | 카디스                                                     |  |  |
| 21:00           | 바랄 27′   | 리포트 |              | 경기장: 라몬 데 카란사 관중 수: 12,451 심판: 아이스 레이그 |  |  |
|                 |            |        |              |                                                            |  |  |

| 2017년 9월 20일 | 무르시아 (3)                               | 3–1    | 올로트 (3)      | 무르시아                                                 |  |  |
| 21:30           | 페드로 마르틴 27′, 77′ · 빅토르 쿠르토 70′ | 리포트 | 엑토르 시몬 15′ | 경기장: 누에바 콘도미나 관중 수: 6,327 심판: 메나 히메노 |  |  |
|                 |                                            |        |                 |                                                          |  |  |

| 2017년 9월 20일 | 쿨투랄 레오네사 (2) | 0–4    | 바야돌리드 (2)                                                     | 레온                                       |  |  |
| 21:00           |                     | 리포트 | 코탄 21′ (페널티) · 얀니오타스 50′ · 아누아르 83′ · 비얄리브레 89′ | 경기장: 레이노 데 레온 심판: 페레스 파야스 |  |  |
|                 |                     |        |                                                                    |                                            |  |  |

| 2017년 9월 21일 | 사라고사 (2)     | 1–0    | 루고 (2) | 사라고사                                                |  |  |
| 21:00           | 파푸나슈빌리 22′ | 리포트 |          | 경기장: 라 로마레다 관중 수: 11,955 심판: 코르데로 베가 |  |  |
|                 |                  |        |          |                                                         |  |  |

## 본선
32강전 추첨은 2017년 9월 28일, 축구 도시에서 진행되었다. 본선에는 모든 라 리가 구단들이 대회에 합류했다.
32강전 대진표는 다음과 같이 짜였다: 남은 세군다 디비시온 B와 테르세라 디비시온의 7개 구단들은 라 리가 구단들과 편성되었고, 세군다 디비시온의 남은 5개 구단들은 유럽대항전에 참가하지 않는 라 리가 5개 구단들과 짝지어졌다. 남은 라 리가 8개 구단들은 상호 맞대결을 펼쳤다. 다른 리그 단계에 소속된 구단들 간의 맞대결이 펼쳐지는 경우, 하부 리그에 속한 구단이 1차전 경기를 안방에서 치렀다. 이 규정은 16강전에도 적용되었지만, 8강전과 준결승전에서는 적용되지 않고 추첨함에서 나온 순서대로 안방 경기를 치렀다.
| 1포트 세군다 디비시온 B 및 테르세라 디비시온                                    | 2포트 유럽대항전 | 3포트 세군다 디비시온                        | 4포트 나머지 라 리가 구단                                                                                        |
| ------------------------------------------------------------------------------- | --- | -------------------------------------------- | --- |
| 카르타헤나 엘체 포르멘테라 푸엔라브라다 례이다 에스포르티우 무르시아 폰페라디나 | 챔피언스리그: 아틀레티코 마드리드 바르셀로나 (전 시즌 우승) 레알 마드리드 세비야 0 유로파리그: 아틀레틱 빌바오 레알 소시에다드 비야레알 | 카디스 누만시아 테네리페 바야돌리드 사라고사 | 알라베스 셀타 비고 데포르티보 에이바르 에스파뇰 헤타페 지로나 라스 팔마스 레가네스 레반테 말라가 베티스 발렌시아 |

### 32강 대진표
| 32강전                   | 32강전 | 32강전 | 32강전 |  |                     | 16강전              | 16강전 | 16강전 | 16강전 |  |  | 8강전               | 8강전 | 8강전 | 8강전 |  |  | 준결승전   | 준결승전 | 준결승전 | 준결승전 |  |  | 결승전     | 결승전 |
|                          |        |        |        |  |                     |                     |        |        |        |  |  |                     |       |       |       |  |  |            |          |          |          |  |  |            |        |
| 바야돌리드               | 1      | 0      | 1      |  |                     |                     |        |        |        |  |  |                     |       |       |       |  |  |            |          |          |          |  |  |            |        |
| 레가네스                 | 2      | 1      | 3      |  |                     | 레가네스 (원)       | 1      | 1      | 2      |  |  |                     |       |       |       |  |  |            |          |          |          |  |  |            |        |
| 폰페라디나               | 1      | 1      | 2      |  | 비야레알            | 0                   | 2      | 2      |        |  |  |                     |       |       |       |  |  |            |          |          |          |  |  |            |        |
| 비야레알                 | 0      | 3      | 3      |  |                     |                     |        |        |        |  |  | 레가네스 (원)       | 0     | 2     | 2     |  |  |            |          |          |          |  |  |            |        |
| 누만시아                 | 2      | 1      | 3      |  |                     |                     |        |        |        |  |  | 레알 마드리드       | 1     | 1     | 2     |  |  |            |          |          |          |  |  |            |        |
| 말라가                   | 1      | 1      | 2      |  |                     | 누만시아            | 0      | 2      | 2      |  |  |                     |       |       |       |  |  |            |          |          |          |  |  |            |        |
| 푸엔라브라다             | 0      | 2      | 2      |  | 레알 마드리드       | 3                   | 2      | 5      |        |  |  |                     |       |       |       |  |  |            |          |          |          |  |  |            |        |
| 레알 마드리드            | 2      | 2      | 4      |  |                     |                     |        |        |        |  |  |                     |       |       |       |  |  | 레가네스   | 1        | 0        | 1        |  |  |            |        |
| 례이다 에스포르티우 (원) | 0      | 3      | 3      |  |                     |                     |        |        |        |  |  |                     |       |       |       |  |  | 세비야     | 1        | 2        | 3        |  |  |            |        |
| 레알 소시에다드          | 1      | 2      | 3      |  |                     | 례이다 에스포르티우 | 0      | 0      | 0      |  |  |                     |       |       |       |  |  |            |          |          |          |  |  |            |        |
| 엘체                     | 1      | 0      | 1      |  | 아틀레티코 마드리드 | 4                   | 3      | 7      |        |  |  |                     |       |       |       |  |  |            |          |          |          |  |  |            |        |
| 아틀레티코 마드리드      | 1      | 3      | 4      |  |                     |                     |        |        |        |  |  | 아틀레티코 마드리드 | 1     | 1     | 2     |  |  |            |          |          |          |  |  |            |        |
| 카디스                   | 1      | 5      | 6      |  |                     |                     |        |        |        |  |  | 세비야              | 2     | 3     | 5     |  |  |            |          |          |          |  |  |            |        |
| 베티스                   | 2      | 3      | 5      |  |                     | 카디스              | 0      | 1      | 1      |  |  |                     |       |       |       |  |  |            |          |          |          |  |  |            |        |
| 카르타헤나               | 0      | 0      | 0      |  | 세비야              | 2                   | 2      | 4      |        |  |  |                     |       |       |       |  |  |            |          |          |          |  |  |            |        |
| 세비야                   | 3      | 4      | 7      |  |                     |                     |        |        |        |  |  |                     |       |       |       |  |  |            |          |          |          |  |  | 세비야     | 0      |
| 테네리페                 | 0      | 2      | 2      |  |                     |                     |        |        |        |  |  |                     |       |       |       |  |  |            |          |          |          |  |  | 바르셀로나 | 5      |
| 에스파뇰                 | 2      | 3      | 5      |  |                     | 에스파뇰            | 1      | 2      | 3      |  |  |                     |       |       |       |  |  |            |          |          |          |  |  |            |        |
| 지로나                   | 0      | 1      | 1      |  | 레반테              | 1                   | 0      | 1      |        |  |  |                     |       |       |       |  |  |            |          |          |          |  |  |            |        |
| 레반테                   | 2      | 1      | 3      |  |                     |                     |        |        |        |  |  | 에스파뇰            | 1     | 0     | 1     |  |  |            |          |          |          |  |  |            |        |
| 에이바르                 | 1      | 0      | 1      |  |                     |                     |        |        |        |  |  | 바르셀로나          | 0     | 2     | 2     |  |  |            |          |          |          |  |  |            |        |
| 셀타 비고                | 2      | 1      | 3      |  |                     | 셀타 비고           | 1      | 0      | 1      |  |  |                     |       |       |       |  |  |            |          |          |          |  |  |            |        |
| 무르시아                 | 0      | 0      | 0      |  | 바르셀로나          | 1                   | 5      | 6      |        |  |  |                     |       |       |       |  |  |            |          |          |          |  |  |            |        |
| 바르셀로나               | 3      | 5      | 8      |  |                     |                     |        |        |        |  |  |                     |       |       |       |  |  | 바르셀로나 | 1        | 2        | 3        |  |  |            |        |
| 데포르티보               | 1      | 3      | 4      |  |                     |                     |        |        |        |  |  |                     |       |       |       |  |  | 발렌시아   | 0        | 0        | 0        |  |  |            |        |
| 라스 팔마스              | 4      | 2      | 6      |  |                     | 라스 팔마스         | 1      | 0      | 1      |  |  |                     |       |       |       |  |  |            |          |          |          |  |  |            |        |
| 사라고사                 | 0      | 1      | 1      |  | 발렌시아            | 1                   | 4      | 5      |        |  |  |                     |       |       |       |  |  |            |          |          |          |  |  |            |        |
| 발렌시아                 | 2      | 4      | 6      |  |                     |                     |        |        |        |  |  | 발렌시아 (승)       | 2     | 1     | 3     |  |  |            |          |          |          |  |  |            |        |
| 포르멘테라               | 1      | 1      | 2      |  |                     |                     |        |        |        |  |  | 알라베스            | 1     | 2     | 3     |  |  |            |          |          |          |  |  |            |        |
| 아틀레틱 빌바오          | 1      | 0      | 1      |  |                     | 포르멘테라          | 1      | 0      | 1      |  |  |                     |       |       |       |  |  |            |          |          |          |  |  |            |        |
| 헤타페                   | 0      | 0      | 0      |  | 알라베스            | 3                   | 2      | 5      |        |  |  |                     |       |       |       |  |  |            |          |          |          |  |  |            |        |
| 알라베스                 | 1      | 3      | 4      |  |                     |                     |        |        |        |  |  |                     |       |       |       |  |  |            |          |          |          |  |  |            |        |

## 32강전
| 팀 1                    | 합계     | 팀 2                    | 1차전 | 2차전 |
| ----------------------- | -------- | ----------------------- | ----- | ----- |
| 카르타헤나 (3)          | 0–7      | 세비야 (1)              | 0–3   | 0–4   |
| 엘체 (3)                | 1–4      | 아틀레티코 마드리드 (1) | 1–1   | 0–3   |
| 무르시아 (3)            | 0–8      | 바르셀로나 (1)          | 0–3   | 0–5   |
| 푸엔라브라다 (3)        | 2–4      | 레알 마드리드 (1)       | 0–2   | 2–2   |
| 포르멘테라 (3)          | 2–1      | 아틀레틱 빌바오 (1)     | 1–1   | 1–0   |
| 례이다 에스포르티우 (3) | 3–3 (원) | 레알 소시에다드 (1)     | 0–1   | 3–2   |
| 폰페라디나 (3)          | 1–3      | 비야레알 (1)            | 1–0   | 0–3   |
| 사라고사 (2)            | 1–6      | 발렌시아 (1)            | 0–2   | 1–4   |
| 누만시아 (2)            | 3–2      | 말라가 (1)              | 2–1   | 1–1   |
| 바야돌리드 (2)          | 1–3      | 레가네스 (1)            | 1–2   | 0–1   |
| 카디스 (2)              | 6–5      | 베티스 (1)              | 1–2   | 5–3   |
| 테네리페 (2)            | 2–3      | 에스파뇰 (1)            | 0–0   | 2–3   |
| 헤타페 (1)              | 0–4      | 알라베스 (1)            | 0–1   | 0–3   |
| 데포르티보 (1)          | 4–6      | 라스 팔마스 (1)         | 1–4   | 3–2   |
| 지로나 (1)              | 1–3      | 레반테 (1)              | 0–2   | 1–1   |
| 에이바르 (1)            | 1–3      | 셀타 비고 (1)           | 1–2   | 0–1   |

### 1차전
| 2017년 10월 24일 | 카르타헤나 | 0–3    | 세비야                                 | 카르타헤나                                                  |  |  |
| 19:30            |            | 리포트 | 사라비아 25′ · 코레아 35′ · 무리엘 51′ | 경기장: 카르타고노바 관중 수: 7,750 심판: 트루히요 수아레스 |  |  |
|                  |            |        |                                        |                                                             |  |  |

| 2017년 10월 24일 | 누만시아                    | 2–1    | 말라가     | 소리아                                                             |  |  |
| 19:30            | 나초 90+3′ · 에스카시 90+5′ | 리포트 | 레시오 21′ | 경기장: 로스 파하리토스 관중 수: 3,403 심판: 알바레스 이스키에르도 |  |  |
|                  |                             |        |            |                                                                    |  |  |

| 2017년 10월 24일 | 사라고사 | 0–2    | 발렌시아                    | 사라고사                                                  |  |  |
| 20:30            |          | 리포트 | 로드리고 81′ · 파레호 90+1′ | 경기장: 라 로마레다 관중 수: 16,174 심판: 메디에 히메네스 |  |  |
|                  |          |        |                             |                                                           |  |  |

| 2017년 10월 24일 | 헤타페 | 0–1    | 알라베스   | 헤타페                                                                  |  |  |
| 20:30            |        | 리포트 | 산토스 87′ | 경기장: 콜리세움 알폰소 페레스 관중 수: 7,731 심판: 페르난데스 보르발란 |  |  |
|                  |        |        |            |                                                                         |  |  |

| 2017년 10월 24일 | 무르시아 | 0–3    | 바르셀로나                                     | 무르시아                                                                  |  |  |
| 21:30            |          | 리포트 | 알카세르 44′ · 데울로페우 52′ · 아르나이스 56′ | 경기장: 누에바 콘도미나 관중 수: 19,089 심판: 호세 루이스 무누에라 몬테로 |  |  |
|                  |          |        |                                                |                                                                           |  |  |

| 2017년 10월 24일 | 카디스     | 1–2    | 베티스       | 카디스                                                       |  |  |
| 21:30            | 알렉스 21′ | 리포트 | 레온 6′, 54′ | 경기장: 라몬 데 카란사 관중 수: 14,977 심판: 알베롤라 로하스 |  |  |
|                  |            |        |              |                                                              |  |  |

| 2017년 10월 25일 | 포르멘테라 | 1–1    | 아틀레틱 빌바오 | 산트 프란세스크 차비에르                                     |  |  |
| 19:00            | 리냔 60′   | 리포트 | 가르시아 63′    | 경기장: 시립 경기장 관중 수: 2,376 심판: 곤살레스 푸에르테스 |  |  |
|                  |            |        |                 |                                                              |  |  |

| 2017년 10월 25일 | 폰페라디나 | 1–0    | 비야레알 | 폰페라다                                             |  |  |
| 20:30            | 시돈차 37′ | 리포트 |          | 경기장: 엘 토랄린 관중 수: 2,776 심판: 멜레로 로페스 |  |  |
|                  |            |        |          |                                                      |  |  |

| 2017년 10월 25일 | 바야돌리드 | 1–2    | 레가네스            | 비야돌리드                                         |  |  |
| 20:30            | 코탄 52′   | 리포트 | 리코 46′ · 보뷔 88′ | 경기장: 호세 소리야 관중 수: 7,289 심판: 힐 만사노 |  |  |
|                  |            |        |                     |                                                    |  |  |

| 2017년 10월 25일 | 엘체              | 1–1    | 아틀레티코 마드리드 | 엘체                                                                  |  |  |
| 21:30            | 롤로 52′ (페널티) | 리포트 | 파티 17′            | 경기장: 마르티네스 발레로 관중 수: 15,080 심판: 에스트라다 페르난데스 |  |  |
|                  |                   |        |                     |                                                                       |  |  |

| 2017년 10월 25일 | 에이바르   | 1–2    | 셀타 비고                | 에이바르                                              |  |  |
| 21:30            | 엔리히 18′ | 리포트 | 카브랄 4′ · 구이데티 44′ | 경기장: 이푸루아 관중 수: 3,432 심판: 운디아노 마옝코 |  |  |
|                  |            |        |                          |                                                       |  |  |

| 2017년 10월 26일 | 례이다 에스포르티우 | 0–1    | 레알 소시에다드 | 례이다                                                   |  |  |
| 19:30            |                     | 리포트 | 카날레스 32′    | 경기장: 캄 데스포르츠 관중 수: 9,872 심판: 하이메 라트레 |  |  |
|                  |                     |        |                 |                                                          |  |  |

| 2017년 10월 26일 | 데포르티보 | 1–4    | 라스 팔마스                    | 라 코루냐                                                   |  |  |
| 20:30            | 페레스 59′ | 리포트 | 모모 8′, 16′ · 카예리 81′, 90′ | 경기장: 아방카-리아소르 관중 수: 26,735 심판: 마테우 라오스 |  |  |
|                  |            |        |                                |                                                             |  |  |

| 2017년 10월 26일 | 지로나 | 0–2    | 레반테                  | 지로나                                                              |  |  |
| 20:30            |        | 리포트 | 보아텡 40′ · 두쿠레 62′ | 경기장: 몬틸리비 관중 수: 6,446 심판: 호세 마리아 산체스 마르티네스 |  |  |
|                  |        |        |                         |                                                                     |  |  |

| 2017년 10월 26일 | 푸엔라브라다 | 0–2    | 레알 마드리드                                  | 푸엔라브라다                                                         |  |  |
| 21:30            |              | 리포트 | 아센시오 63′ (페널티) · 루카스 V. 80′ (페널티) | 경기장: 페르난도 토레스 관중 수: 7,200 심판: 이글레시아스 비야누에바 |  |  |
|                  |              |        |                                                |                                                                      |  |  |

| 2017년 10월 26일    | 테네리페 | 0–0    | 에스파뇰 | 산타 크루스 데 테네리페                                                      |  |  |
| 21:30 (20:30 UTC+1) |          | 리포트 |          | 경기장: 엘리오도로 로드리게스 로페스 관중 수: 13,925 심판: 곤살레스 곤살레스 |  |  |
|                     |          |        |          |                                                                              |  |  |

### 2차전
| 2017년 11월 28일 | 말라가       | 1–1 (합계 2–3) | 누만시아     | 말라가                                                        |  |  |
| 19:30            | 아드리안 18′ | 리포트         | 엘헤사발 53′ | 경기장: 라 로살레다 관중 수: 13,326 심판: 아길라르 로드리게스 |  |  |
|                  |              |                |              |                                                               |  |  |

| 2017년 11월 28일 | 레가네스 | 1–0 (합계 3–1) | 바야돌리드 | 레가네스                                                          |  |  |
| 19:30            | 티토 34′ | 리포트         |            | 경기장: 부타르케 관중 수: 5,732 심판: 호세 루이스 무누에라 몬테로 |  |  |
|                  |          |                |            |                                                                   |  |  |

| 2017년 11월 28일 | 레알 마드리드   | 2–2 (합계 4–2) | 푸엔라브라다            | 마드리드                                                              |  |  |
| 21:30            | 마요랄 62′, 70′ | 리포트         | 미야 25′ · 포르티야 89′ | 경기장: 산티아고 베르나베우 관중 수: 49,638 심판: 곤살레스 푸에르테스 |  |  |
|                  |                 |                |                         |                                                                       |  |  |

| 2017년 11월 28일 | 레반테       | 1–1 (합계 3–1) | 지로나     | 발렌시아                                                          |  |  |
| 21:30            | 모랄레스 75′ | 리포트         | 모히카 33′ | 경기장: 발렌시아 시립 경기장 관중 수: 6,858 심판: 운디아노 마옝코 |  |  |
|                  |              |                |            |                                                                   |  |  |

| 2017년 11월 28일 | 셀타 비고             | 1–0 (합계 3–1) | 에이바르 | 비고                                                          |  |  |
| 21:30            | 아스파스 90′ (페널티) | 리포트         |          | 경기장: 발라이도스 관중 수: 8,286 심판: 에스트라다 페르난데스 |  |  |
|                  |                       |                |          |                                                               |  |  |

| 2017년 11월 29일 | 세비야                                   | 4–0 (합계 7–0) | 카르타헤나 | 세비야                                                              |  |  |
| 19:30            | 벤 예데르 3′, 6′ · 간수 42′ · 코레아 66′ | 리포트         |            | 경기장: 산체스 피스후안 관중 수: 11,678 심판: 에르난데스 에르난데스 |  |  |
|                  |                                          |                |            |                                                                     |  |  |

| 2017년 11월 29일 | 바르셀로나                                                            | 5–0 (합계 8–0) | 무르시아 | 바르셀로나                                            |  |  |
| 19:30            | 알카세르 16′ · 피케 56′ · 비달 60′ · D. 수아레스 74′ · 아르나이스 79′ | 리포트         |          | 경기장: 캄 노우 관중 수: 68,775 심판: 알베롤라 로하스 |  |  |
|                  |                                                                       |                |          |                                                       |  |  |

| 2017년 11월 29일 | 레알 소시에다드         | 2–3 (합계 3–3 (원) | 례이다 에스포르티우                               | 산 세바스티안                                                  |  |  |
| 19:30            | 요렌테 24′ · 후안미 34′ | 리포트             | 누녜스 56′ · 몰리나 59′ (페널티) · 라둘로비치 87′ | 경기장: 아노에타 관중 수: 8,819 심판: 후안 마르티네스 무누에라 |  |  |
|                  |                         |                    |                                                   |                                                                |  |  |

| 2017년 11월 29일 | 아틀레티코 마드리드            | 3–0 (합계 4–1) | 엘체 | 마드리드                                                            |  |  |
| 21:30            | 히메네스 31′ · 토레스 33′, 68′ | 리포트         |      | 경기장: 메트로폴리타노 경기장 관중 수: 46,723 심판: 메디에 히메네스 |  |  |
|                  |                                |                |      |                                                                     |  |  |

| 2017년 11월 29일 | 아틀레틱 빌바오 | 0–1 (합계 1–2) | 포르멘테라   | 빌바오                                                 |  |  |
| 21:30            |                 | 리포트         | 무니스 90+6′ | 경기장: 산 마메스 관중 수: 14,294 심판: 델 세로 그란데 |  |  |
|                  |                 |                |              |                                                        |  |  |

| 2017년 11월 29일        | 라스 팔마스             | 2–3 (합계 6–4) | 데포르티보                 | 라스 팔마스 데 그란 카나리아                                               |  |  |
| 21:30 (20:30 UTC±00:00) | 톨레도 58′ · 레미 90+4′ | 리포트         | 촐라크 42′ · 바예 53′, 80′ | 경기장: 그란 카나리아 관중 수: 7,558 심판: 리카르도 데 부르고스 벵고에체아 |  |  |
|                         |                         |                |                            |                                                                            |  |  |

| 2017년 11월 30일 | 알라베스                  | 3–0 (합계 4–0) | 헤타페 | 비토리아-가스테이스                                       |  |  |
| 19:00            | 무니르 3′, 69′ · 보얀 31′ | 리포트         |        | 경기장: 멘디소로차 관중 수: 9,128 심판: 곤살레스 곤살레스 |  |  |
|                  |                           |                |        |                                                           |  |  |

| 2017년 11월 30일 | 비야레알                   | 3–0 (합계 3–1) | 폰페라디나 | 비야레알                                                |  |  |
| 19:30            | 바캄부 47′, 62′ · 바카 64′ | 리포트         |            | 경기장: 라 세라미카 관중 수: 10,591 심판: 하이메 라트레 |  |  |
|                  |                            |                |            |                                                         |  |  |

| 2017년 11월 30일 | 에스파뇰                                            | 3–2 (합계 3–2) | 테네리페                          | 코르네야 데 료브레가트                                             |  |  |
| 19:30            | 제라르 36′ (페널티) · 그라네로 56′ · 가르시아 90+1′ | 리포트         | 아코스타 9′ · 후안 카를로스 90+3′ | 경기장: RCDE 스타디움 관중 수: 8,130 심판: 이글레시아스 비야누에바 |  |  |
|                  |                                                     |                |                                   |                                                                    |  |  |

| 2017년 11월 30일 | 발렌시아                                | 4–1 (합계 6–1) | 사라고사 | 발렌시아                                             |  |  |
| 21:30            | 미나 28′, 59′ · 이바녜스 68′ · 베소 86′ | 리포트         | 폼보 87′ | 경기장: 메스타야 관중 수: 26,311 심판: 멜레로 로페스 |  |  |
|                  |                                         |                |          |                                                      |  |  |

| 2017년 11월 30일 | 베티스                      | 3–5 (합계 5–6) | 카디스                                                             | 세비야                                                          |  |  |
| 21:30            | 부데부즈 8′ · 테요 24′, 64′ | 리포트         | 바랄 3′ · 로메라 18′, 41′ · 가르시아 26′ (페널티) · 케초에비치 78′ | 경기장: 베니토 비야마린 관중 수: 25,829 심판: 트루히요 수아레스 |  |  |
|                  |                             |                |                                                                    |                                                                 |  |  |

## 16강전
| 팀 1                    | 합계     | 팀 2                    | 1차전 | 2차전 |
| ----------------------- | -------- | ----------------------- | ----- | ----- |
| 포르멘테라 (3)          | 1–5      | 알라베스 (1)            | 1–3   | 0–2   |
| 례이다 에스포르티우 (3) | 0–7      | 아틀레티코 마드리드 (1) | 0–4   | 0–3   |
| 누만시아 (2)            | 2–5      | 레알 마드리드 (1)       | 0–3   | 2–2   |
| 셀타 비고 (1)           | 1–6      | 바르셀로나 (1)          | 1–1   | 0–5   |
| 카디스 (2)              | 1–4      | 세비야 (1)              | 0–2   | 1–2   |
| 레가네스 (1)            | 2–2 (원) | 비야레알 (1)            | 1–0   | 1–2   |
| 라스 팔마스 (1)         | 1–5      | 발렌시아 (1)            | 1–1   | 0–4   |
| 에스파뇰 (1)            | 3–2      | 레반테 (1)              | 1–2   | 2–0   |

### 1차전
| 2018년 1월 3일 | 포르멘테라 | 1–3    | 알라베스                         | 산트 프란세스크 차비에르                                       |  |  |
| 19:00          | 로사 57′   | 리포트 | 데미로비치 36′, 65′ · 무니르 81′ | 경기장: 시립 경기장 관중 수: 1,100 심판: 에르난데스 에르난데스 |  |  |
|                |            |        |                                  |                                                                |  |  |

| 2018년 1월 3일 | 례이다 에스포르티우 | 0–4    | 아틀레티코 마드리드                                 | 례이다                                                                      |  |  |
| 19:00          |                     | 리포트 | 고딘 33′ · 토레스 37′ · 코스타 69′ · 그리즈만 90+2′ | 경기장: 캄 데스포르츠 관중 수: 12,532 심판: 리카르도 데 부르고스 벵고에체아 |  |  |
|                |                     |        |                                                     |                                                                             |  |  |

| 2018년 1월 3일 | 카디스 | 0–2    | 세비야                 | 카디스                                                     |  |  |
| 21:00          |        | 리포트 | 놀리토 9′ · 나바스 23′ | 경기장: 라몬 데 카란사 관중 수: 17,692 심판: 마테우 라오스 |  |  |
|                |        |        |                        |                                                            |  |  |

| 2018년 1월 3일          | 라스 팔마스 | 1–1    | 발렌시아     | 라스 팔마스 데 그란 카나리아                                |  |  |
| 21:00 (20:00 UTC±00:00) | 카예리 36′  | 리포트 | 로드리고 85′ | 경기장: 그란 카나리아 관중 수: 16,685 심판: 운디아노 마옝코 |  |  |
|                         |             |        |              |                                                             |  |  |

| 2018년 1월 4일 | 셀타 비고  | 1–1    | 바르셀로나     | 비고                                                              |  |  |
| 19:00          | 시스토 31′ | 리포트 | 아르나이스 15′ | 경기장: 발라이도스 관중 수: 21,338 심판: 후안 마르티네스 무누에라 |  |  |
|                |            |        |                |                                                                   |  |  |

| 2018년 1월 4일 | 레가네스     | 1–0    | 비야레알 | 레가네스                                                            |  |  |
| 19:00          | 암라바트 49′ | 리포트 |          | 경기장: 부타르케 관중 수: 9,173 심판: 호세 마리아 산체스 마르티네스 |  |  |
|                |              |        |          |                                                                     |  |  |

| 2018년 1월 4일 | 누만시아 | 0–3    | 레알 마드리드                                          | 소리아                                                             |  |  |
| 21:00          |          | 리포트 | 베일 35′ (페널티) · 이스코 89′ (페널티) · 마요랄 90+1′ | 경기장: 로스 파하리토스 관중 수: 8,787 심판: 에스트라다 페르난데스 |  |  |
|                |          |        |                                                        |                                                                    |  |  |

| 2018년 1월 4일 | 에스파뇰   | 1–2    | 레반테                           | 코르네야 데 료브레가트                                          |  |  |
| 21:00          | 제라르 28′ | 리포트 | 모랄레스 38′ (페널티) · 이비 74′ | 경기장: RCDE 스타디움 관중 수: 12,602 심판: 페르난데스 보르발란 |  |  |
|                |            |        |                                  |                                                                 |  |  |

### 2차전
| 2018년 1월 9일 | 아틀레티코 마드리드                      | 3–0 (합계 7–0) | 례이다 에스포르티우 | 마드리드                                                            |  |  |
| 19:30          | 카라스코 57′ · 가메이로 74′ · 비톨로 81′ | 리포트         |                     | 경기장: 메트로폴리타노 경기장 관중 수: 28,033 심판: 알베롤라 로하스 |  |  |
|                |                                          |                |                     |                                                                     |  |  |

| 2018년 1월 9일 | 발렌시아                              | 4–0 (합계 5–1) | 라스 팔마스 | 발렌시아                                              |  |  |
| 21:30          | 비에토 30′, 48′, 66′ · 막시모비치 54′ | 리포트         |             | 경기장: 메스타야 관중 수: 27,869 심판: 델 세로 그란데 |  |  |
|                |                                       |                |             |                                                       |  |  |

| 2018년 1월 10일 | 알라베스                        | 2–0 (합계 5–1) | 포르멘테라 | 비토리아-가스테이스                                             |  |  |
| 19:30           | 데미로비치 55′ · 페드라사 90+1′ | 리포트         |            | 경기장: 멘디소로차 관중 수: 8,467 심판: 이글레시아스 비야누에바 |  |  |
|                 |                                 |                |            |                                                                 |  |  |

| 2018년 1월 10일 | 비야레알                | 2–1 (합계 2–2 (원) | 레가네스    | 비야레알                                                        |  |  |
| 19:30           | 라바 48′ · 체리셰프 89′ | 리포트             | 엘 자르 31′ | 경기장: 라 세라미카 관중 수: 12,122 심판: 알바레스 이스키에르도 |  |  |
|                 |                         |                    |             |                                                                 |  |  |

| 2018년 1월 10일 | 레알 마드리드            | 2–2 (합계 5–2) | 누만시아          | 마드리드                                                                      |  |  |
| 21:30           | 루카스 바스케스 10′, 59′ | 리포트         | 기예르모 45′, 82′ | 경기장: 산티아고 베르나베우 관중 수: 37,553 심판: 호세 루이스 무누에라 몬테로 |  |  |
|                 |                          |                |                   |                                                                               |  |  |

| 2018년 1월 11일 | 세비야                     | 2–1 (합계 4–1) | 카디스       | 세비야                                                                        |  |  |
| 19:30           | 벤 예데르 31′ · 코레아 54′ | 리포트         | 가르시아 86′ | 경기장: 산체스 피스후안 관중 수: 23,510 심판: 리카르도 데 부르고스 벵고에체아 |  |  |
|                 |                            |                |              |                                                                               |  |  |

| 2018년 1월 11일 | 레반테 | 0–2 (합계 2–3) | 에스파뇰                    | 발렌시아                                                    |  |  |
| 19:30           |        | 리포트         | 바프티스탕 14′ · 제라르 34′ | 경기장: 발렌시아 시립 경기장 관중 수: 9,978 심판: 힐 만사노 |  |  |
|                 |        |                |                             |                                                             |  |  |

| 2018년 1월 11일 | 바르셀로나                                                | 5–0 (합계 6–1) | 셀타 비고 | 바르셀로나                                                  |  |  |
| 21:30           | 메시 13′, 15′ · 알바 28′ · L. 수아레스 31′ · 라키티치 87′ | 리포트         |           | 경기장: 캄 노우 관중 수: 59,009 심판: 에르난데스 에르난데스 |  |  |
|                 |                                                           |                |           |                                                             |  |  |

## 8강전
| 팀 1                | 합계         | 팀 2          | 1차전 | 2차전    |
| ------------------- | ------------ | ------------- | ----- | -------- |
| 발렌시아            | 3–3 (3–2 승) | 알라베스      | 2–1   | 1–2 (연) |
| 아틀레티코 마드리드 | 2–5          | 세비야        | 1–2   | 1–3      |
| 에스파뇰            | 1–2          | 바르셀로나    | 1–0   | 0–2      |
| 레가네스            | 2–2 (원)     | 레알 마드리드 | 0–1   | 2–1      |

### 1차전
| 2018년 1월 17일 | 발렌시아                  | 2–1    | 알라베스     | 발렌시아                                                 |  |  |
| 19:00           | 게드스 73′ · 로드리고 82′ | 리포트 | 소브리노 66′ | 경기장: 메스타야 관중 수: 31,338 심판: 곤살레스 곤살레스 |  |  |
|                 |                           |        |              |                                                          |  |  |

| 2018년 1월 17일 | 아틀레티코 마드리드 | 1–2    | 세비야                     | 마드리드                                                          |  |  |
| 19:00           | 코스타 73′          | 리포트 | 나바스 80′ · J. 코레아 88′ | 경기장: 메트로폴리타노 경기장 관중 수: 51,643 심판: 하이메 라트레 |  |  |
|                 |                     |        |                            |                                                                   |  |  |

| 2018년 1월 17일 | 에스파뇰   | 1–0    | 바르셀로나 | 코르네야 데 료브레가트                                                      |  |  |
| 21:00           | 멜렌도 88′ | 리포트 |            | 경기장: RCDE 스타디움 관중 수: 23,323 심판: 리카르도 데 부르고스 벵고에체아 |  |  |
|                 |            |        |            |                                                                             |  |  |

| 2018년 1월 18일 | 레가네스 | 0–1    | 레알 마드리드 | 레가네스                                                             |  |  |
| 21:30           |          | 리포트 | 아센시오 89′  | 경기장: 부타르케 관중 수: 11,327 심판: 호세 마리아 산체스 마르티네스 |  |  |
|                 |          |        |               |                                                                      |  |  |

### 2차전
| 2018년 1월 23일 | 세비야                                             | 3–1 (합계 5–2) | 아틀레티코 마드리드 | 세비야                                                                 |  |  |
| 21:30           | 에스쿠데로 1′ · 바네가 48′ (페널티) · 사라비아 79′ | 리포트         | 그리즈만 13′        | 경기장: 산체스 피스후안 관중 수: 39,918 심판: 후안 마르티네스 무누에라 |  |  |
|                 |                                                    |                |                     |                                                                        |  |  |

| 2018년 1월 24일                              | 알라베스                  | 2–1 (연장전) (합계 3–3) (2–3 승부차기) | 발렌시아 | 비토리아-가스테이스                                            |  |  |
| 19:00                                        | 무니르 73′ · 소브리노 86′ | 리포트                                 | 미나 77′ | 경기장: 멘디소로차 관중 수: 19,127 심판: 알바레스 이스키에르도 |  |  |
|                                              |                           | 승부차기                               |          |                                                                |  |  |
| 피나 · 페드라사 · 페레스 · 무니르 · 소브리노 |                           | 로드리고 · 미나 · 콩도비아 · 가야      |          |                                                                |  |  |
|                                              |                           |                                        |          |                                                                |  |  |

| 2018년 1월 24일 | 레알 마드리드 | 1–2 (합계 2–2 (원) | 레가네스                    | 마드리드                                                    |  |  |
| 21:30           | 벤제마 47′    | 리포트             | 에라소 31′ · 가브리에우 55′ | 경기장: 산티아고 베르나베우 관중 수: 46,409 심판: 힐 만사노 |  |  |
|                 |               |                    |                             |                                                             |  |  |

| 2018년 1월 25일 | 바르셀로나                | 2–0 (합계 2–1) | 에스파뇰 | 바르셀로나                                          |  |  |
| 21:30           | L. 수아레스 9′ · 메시 25′ | 리포트         |          | 경기장: 캄 노우 관중 수: 79,774 심판: 마테우 라오스 |  |  |
|                 |                           |                |          |                                                     |  |  |

## 준결승전
| 팀 1       | 합계 | 팀 2     | 1차전 | 2차전 |
| ---------- | ---- | -------- | ----- | ----- |
| 레가네스   | 1–3  | 세비야   | 1–1   | 0–2   |
| 바르셀로나 | 3–0  | 발렌시아 | 1–0   | 2–0   |

### 1차전
| 2018년 1월 31일 | 레가네스     | 1–1    | 세비야     | 레가네스                                                 |  |  |
| 21:30 CET       | 시오바스 56′ | 리포트 | 무리엘 21′ | 경기장: 부타르케 관중 수: 11,454 심판: 곤살레스 곤살레스 |  |  |
|                 |              |        |            |                                                          |  |  |

| 2018년 2월 1일 | 바르셀로나      | 1–0    | 발렌시아 | 바르셀로나                                                          |  |  |
| 21:30 CET      | L. 수아레스 67′ | 리포트 |          | 경기장: 캄 노우 관중 수: 50,959 심판: 호세 마리아 산체스 마르티네스 |  |  |
|                |                 |        |          |                                                                     |  |  |

### 2차전
| 2018년 2월 7일 | 세비야                    | 2–0 (합계 3–1) | 레가네스 | 세비야                                                              |  |  |
| 21:30 CET      | 코레아 15′ · 바스케스 89′ | 리포트         |          | 경기장: 산체스 피스후안 관중 수: 39,705 심판: 에스트라다 페르난데스 |  |  |
|                |                           |                |          |                                                                     |  |  |

| 2018년 2월 8일 | 발렌시아 | 0–2 (합계 0–3) | 바르셀로나                | 발렌시아                                               |  |  |
| 21:30 CET      |          | 리포트         | 코치뉴 49′ · 라키티치 82′ | 경기장: 메스타야 관중 수: 43,355 심판: 운디아노 마옝코 |  |  |
|                |          |                |                           |                                                        |  |  |

## 결승전
| 세비야 | 0–5    | 바르셀로나                                                             |
| ------ | ------ | ---------------------------------------------------------------------- |
|        | 리포트 | L. 수아레스 14′, 40′ · 메시 31′ · 이니에스타 52′ · 코치뉴 69′ (페널티) |

## 우승
| 코파 델 레이 2017–18 우승 |
| ------------------------- |
| 바르셀로나 30번째 우승    |

## 득점 집계
| 순위 | 선수                | 득점 | 구단          |
| ---- | ------------------- | ---- | ------------- |
| 1    | 빅토르 쿠르토       | 6    | 무르시아      |
| 2    | 호아킨 코레아       | 5    | 세비야        |
| 2    | 루이스 수아레스     | 5    | 바르셀로나    |
| 4    | 무니르              | 4    | 알라베스      |
| 4    | 리오넬 메시         | 4    | 바르셀로나    |
| 6    | 호세 아르나이스     | 3    | 바르셀로나    |
| 6    | 다비드 바랄         | 3    | 카디스        |
| 6    | 위삼 벤 예데르      | 3    | 세비야        |
| 6    | 호나탄 카예리       | 3    | 라스 팔마스   |
| 6    | 후안 카를로스       | 3    | 테네리페      |
| 6    | 에르메딘 데미로비치 | 3    | 알라베스      |
| 6    | 롤로                | 3    | 엘체          |
| 6    | 보르하 마요랄       | 3    | 레알 마드리드 |
| 6    | 산티 미나           | 3    | 발렌시아      |
| 6    | 제라르 모레노       | 3    | 에스파뇰      |
| 6    | 로드리고            | 3    | 발렌시아      |
| 6    | 루카스 바스케스     | 3    | 레알 마드리드 |
| 6    | 루시아노 비에토     | 3    | 발렌시아      |